# Leucodontopsis
Leucodontopsis là một chi rêu trong họ Leptodontaceae.